# Klemov
Klemov (německy Klemow) je vesnice, dnes součást městyse Doubravice nad Svitavou v okrese Blansko. Klemov tvoří jednu ze dvou základních sídelních jednotek městyse a zároveň je jedním z jeho dvou katastrálních území. V roce 2011 zde trvale žilo asi 200 obyvatel.
Vesnice se nachází na západním břehu Svitavy, od vlastní Doubravice ji dělí také železniční trať Brno – Česká Třebová. Samotným Klemovem protéká Klemovský potok a prochází jím červeně značená turistická trasa a cyklotrasa č. 5204.
Klemov je od roku 1850 součástí Doubravice nad Svitavou.

## Fotogalerie

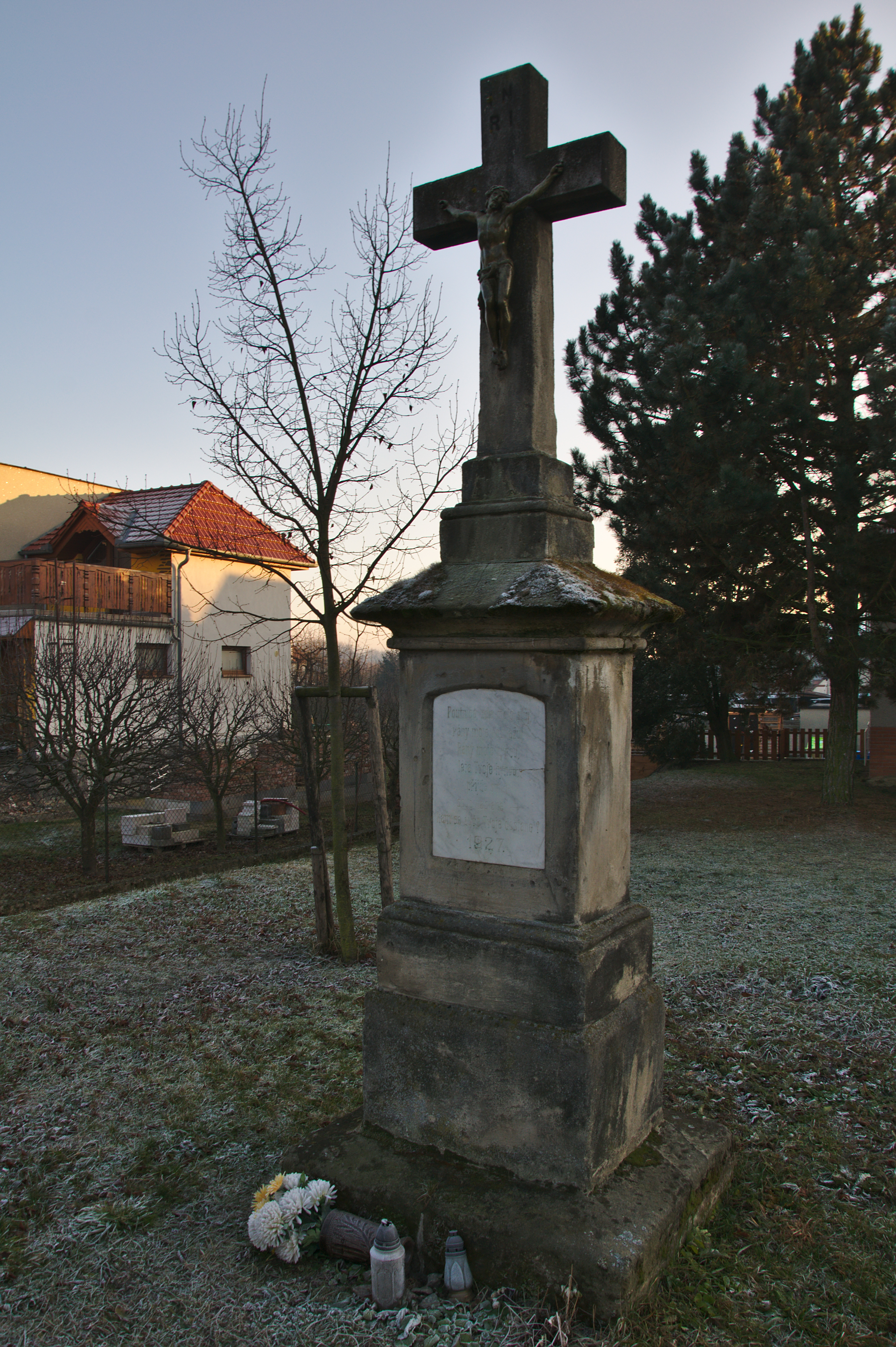
Kříž v obci
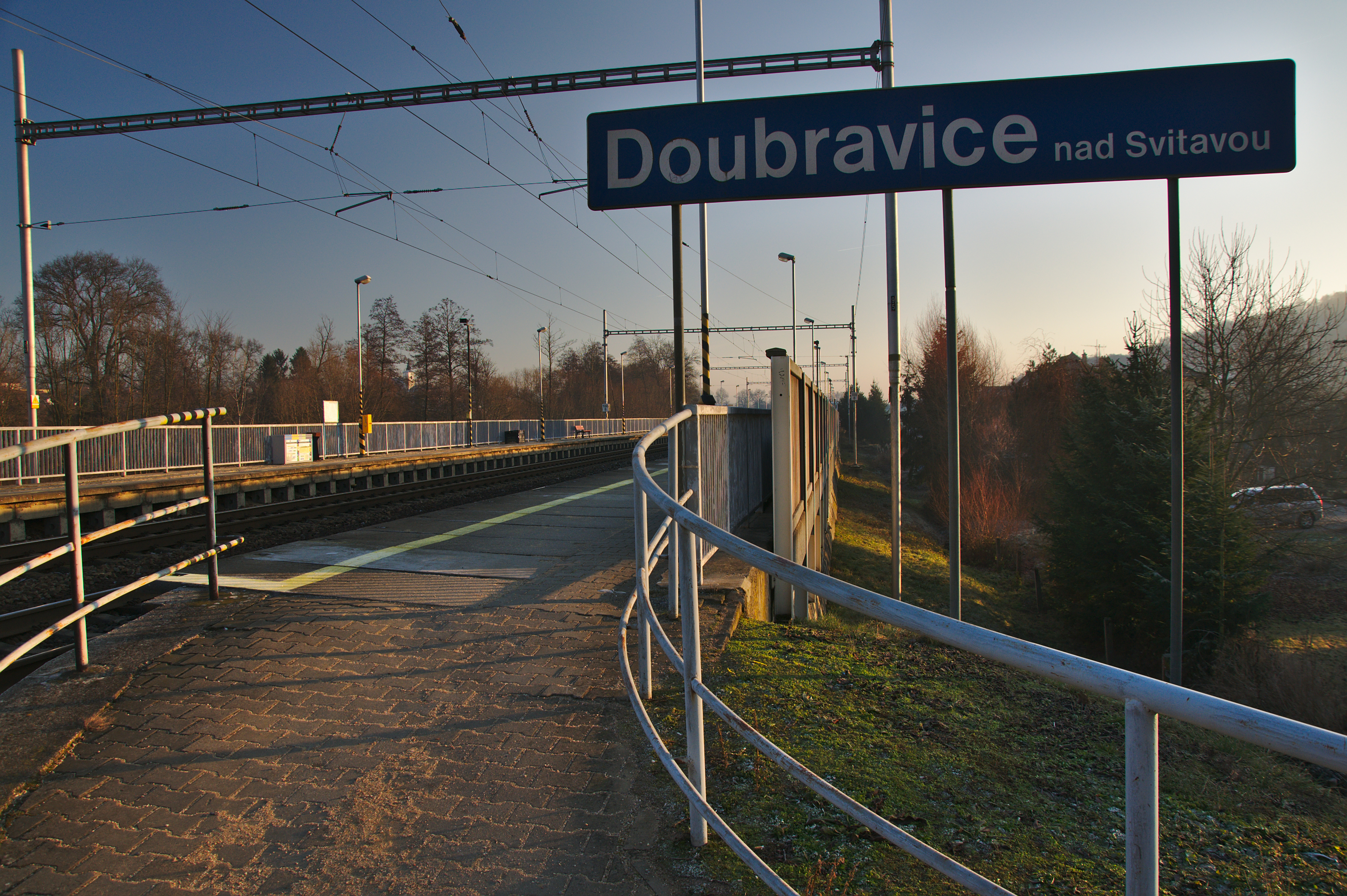
Železniční zastávka, Doubravice nad Svitavou na hranici katastrálního území